# دومینیک هالی
دومینیک هالی (انگلیسی: Dominik Hollý؛ زادهٔ ۱۱ نوامبر ۲۰۰۳) بازیکن فوتبال اهل اسلواکی است.
وی همچنین در تیم‌های ملی فوتبال زیر ۱۸ و ۱۹ سال اسلواکی بازی کرده‌است.